# پیشین‌زیستی دیرینه
| ابردوران   | دوران  | دوره      | دیرینگی (میلیون سال) |
| ---------- | ------ | --------- | -------------------- |
| پیشین‌زیستی | نو     | ادیاکاران | ۶۳۵ - ۵۴۱            |
| پیشین‌زیستی | نو     | کریوژنین  | ۸۵۰ - ۶۳۵            |
| پیشین‌زیستی | نو     | تونین     | ۱۰۰۰ - ۸۵۰           |
| پیشین‌زیستی | میانه  | استنین    | ۱۲۰۰ - ۱۰۰۰          |
| پیشین‌زیستی | میانه  | اکتاسین   | ۱۴۰۰ - ۱۲۰۰          |
| پیشین‌زیستی | میانه  | کالیمین   | ۱۶۰۰ - ۱۴۰۰          |
| پیشین‌زیستی | دیرینه | استاترین  | ۱۸۰۰ - ۱۶۰۰          |
| پیشین‌زیستی | دیرینه | اوروسیرین | ۲۰۵۰ - ۱۸۰۰          |
| پیشین‌زیستی | دیرینه | ریاسین    | ۲۳۰۰ - ۲۰۵۰          |
| پیشین‌زیستی | دیرینه | سیدرین    | ۲۵۰۰ - ۲۳۰۰          |

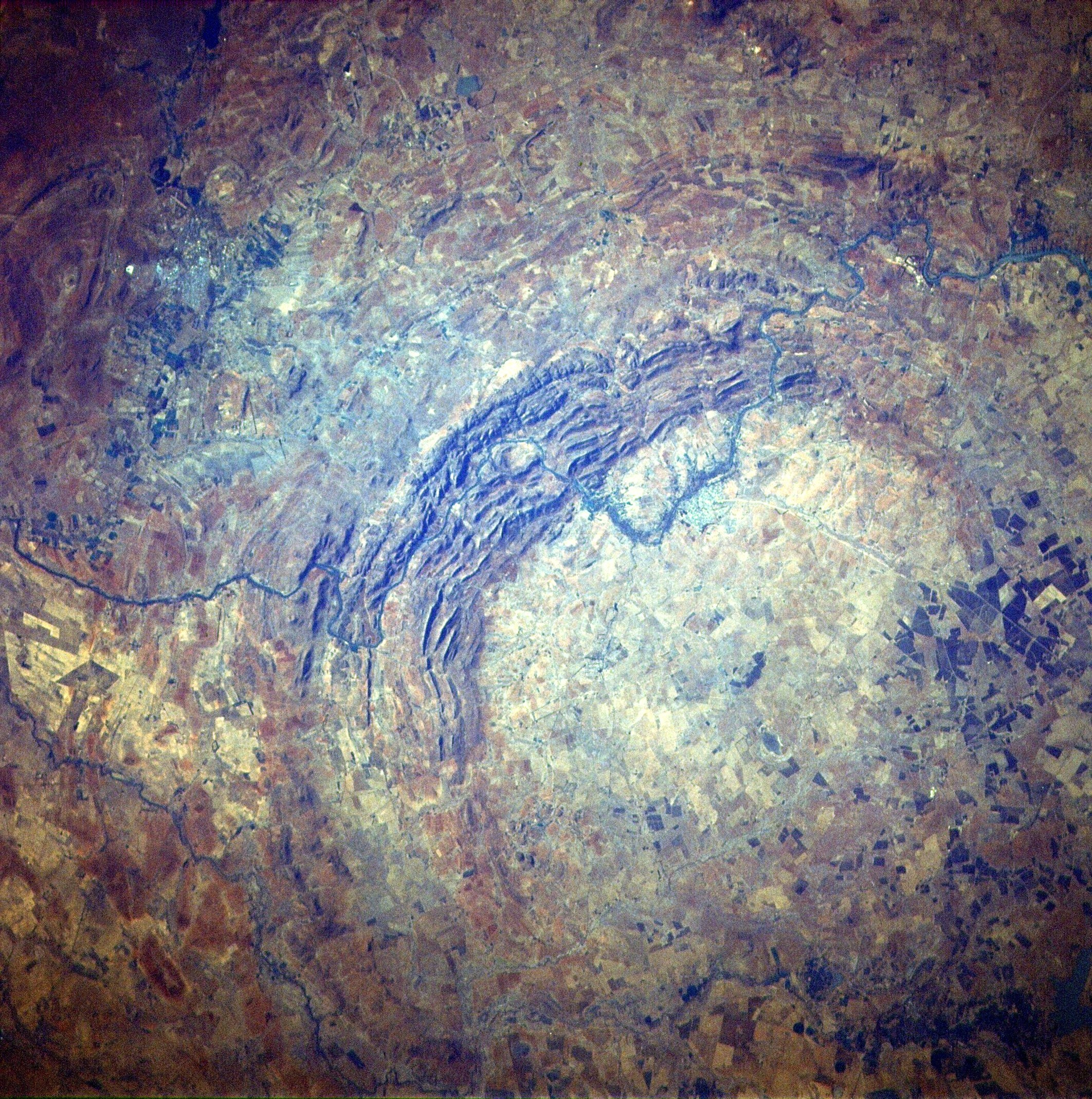
دهانه وردفرت به جا مانده از دوره اوروسیرین از پیشین‌زیستی دیرینه است.

پیشین‌زیستی دیرینه (انگلیسی: Paleoproterozoic) دوران زمین‌شناسی است که در ابتدای اَبَردوران (ائون) پیشین‌زیستی قرار داشت. پیشین‌زیستی دیرینه هنگامی است که قاره‌ها برای نخستین بار تثبیت شدند. پیشین‌زیستی دیرینه از ۲٫۵ میلیارد تا ۱٫۶ میلیارد سال پیش را در برمی‌گیرد.
شواهد نشان می‌دهد حدود ~۱٫۸ میلیارد سال پیش، به دلیل سرعت متفاوت چرخش زمین، هر سال زمین حدود ۴۵۰ روز ۲۰ ساعته داشت.
پیش از ورود و افزایش اکسیژن در جو زمین، جانداران باید می‌توانستند بدون اکسیژن زندگی کنند و دگرگشت حیات متکی به شکلی از تنفس یاخته‌ای بود که نیاز به اکسیژن نباشد. به این موجودات اندامگان بی‌هوازی گفته می‌شود. اکسیژن برای آنها سمّی محسوب می‌شود و بیشتر این جانداران پس از رویداد بزرگ اکسیژنی منقرض شدند. پیدایش جانداران گروه یوکاریوت‌های تاج که نیای یوکاریوت‌های امروزی هستند، در دوره پیشین‌زیستی دیرینه بود.
پیشین‌زیستی دیرینه خود شامل دوره‌های زیر است:
الف) سیدرین (۲٫۵ – ۲٫۳ میلیارد سال پیش).
ب) ریاسین (۲٫۳ – ۲٫۰۵ میلیارد سال پیش).
ج) اوروسیرین (۲٫۰۵ – ۱٫۸ میلیارد سال پیش).
د) استاترین (۱٫۸ – ۱٫۶ میلیارد سال پیش).